# Vältalighet

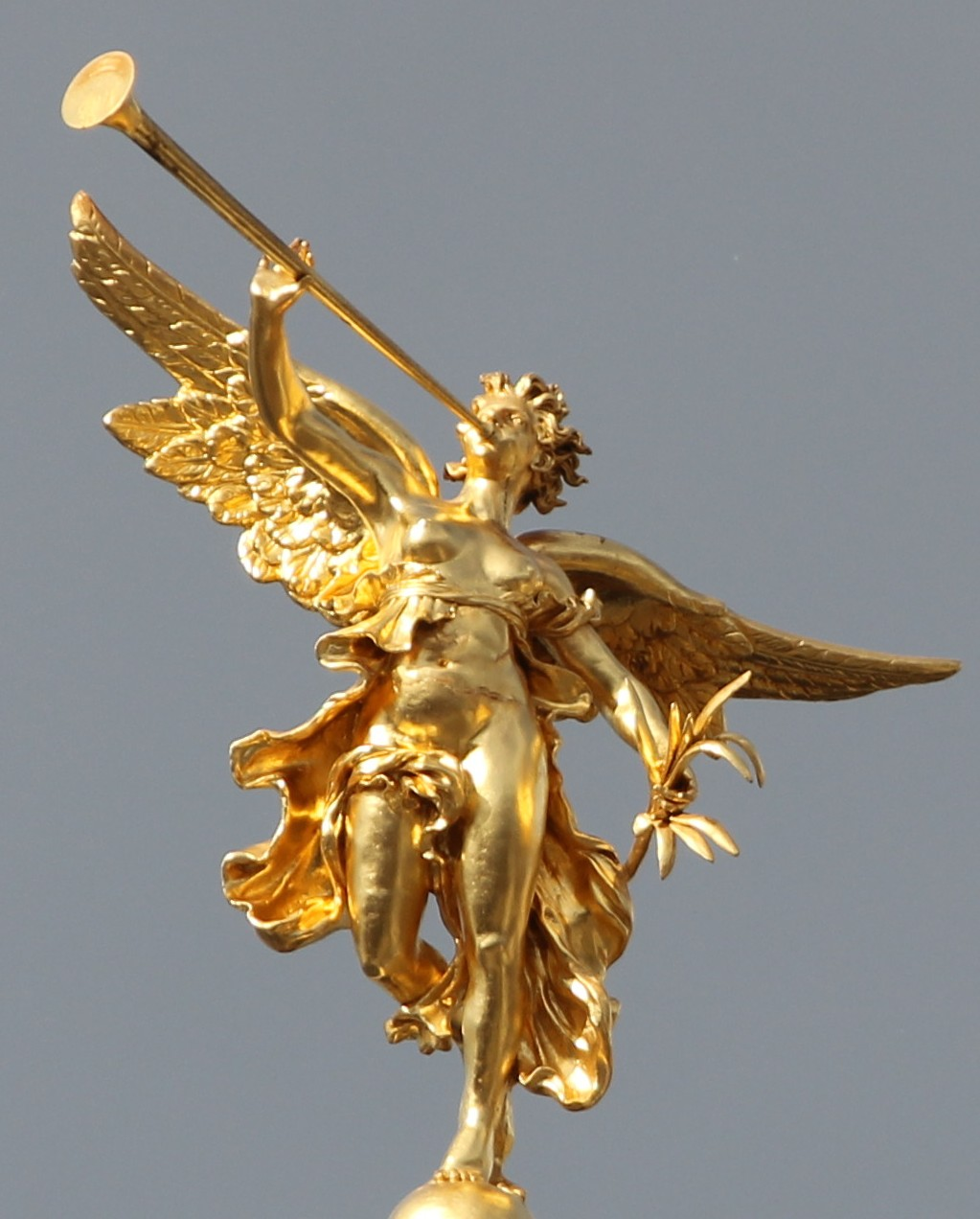
Vältalighetens staty på Palais du parlement de Bretagne.

Vältalighet eller elokvens (från latinets eloquentia) åsyftar elegant och mäktigt tal, som övertygar en publik. Det är både en naturlig talang och något som förbättras av kunskaper inom retorik, lingvistik, filosofi och logik.
"Sann vältalighet", säger Oliver Goldsmith, "består inte i att uttrycka stora saker i en sublim stil, utan i en enkel stil, för det finns intet sådant som en sublim stil; det sublima ligger bara i sakerna, och när de inte är det kan språket vara svulstigt, tillgjort, metaforiskt, men inte övertygande."

## Historia

### Antiken
Begreppet vältalighet går att spåra tillbaka till de gamla grekernas talekonst, där Calliope (en av de nio döttrarna till Zeus och Mnemosyne) var musan för episk poesi och vältalighet. Den grekiske guden Hermes var vältalighetens beskyddare. Cicero, en retoriker och produktiv författare, var väl ansedd i antikens Rom som en talare med utomordentlig vältalighet.

### Renässansen
Petrarca fokuserade uppmärksamheten på språk och kommunikation. Efter att ha behärskat språket var målet att nå en "nivå av vältalighet", att kunna göra ett behagligt framförande, kombinera tanke och förnuft på ett kraftfullt sätt, för att övertyga andra till en ståndpunkt. Petrarca uppmuntrade eleverna att imitera de gamla klassiska författarna ur ett språkligt perspektiv genom att kombinera moraliskt tänkande med tal som är både tydligt och korrekt.

### Modern tid
Många kända politiska ledare som Winston Churchill och Martin Luther King Jr. och diktatorer som Adolf Hitler och Benito Mussolini blev framgångsrika till stor del på grund av sin vältalighet. Under iranska revolutionen kom Ruhollah Khomeini till makten delvis genom vältaligheten i sina tal, vilka smugglades in i landet på ljudkassetter medan han fortfarande befann sig i exil.